# Luck of Edenhall

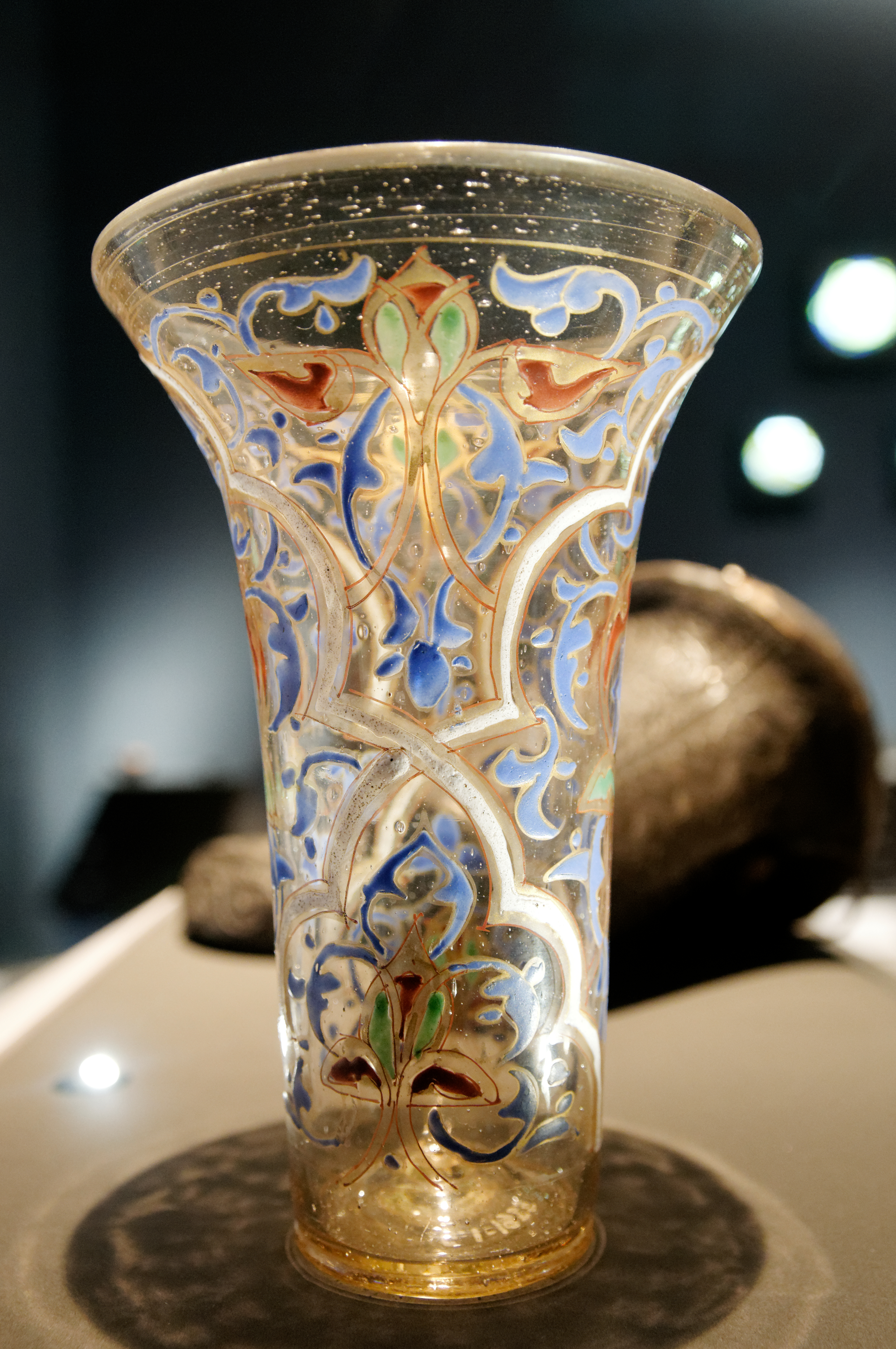
Luck of Edenhall, Stoß der Palmette

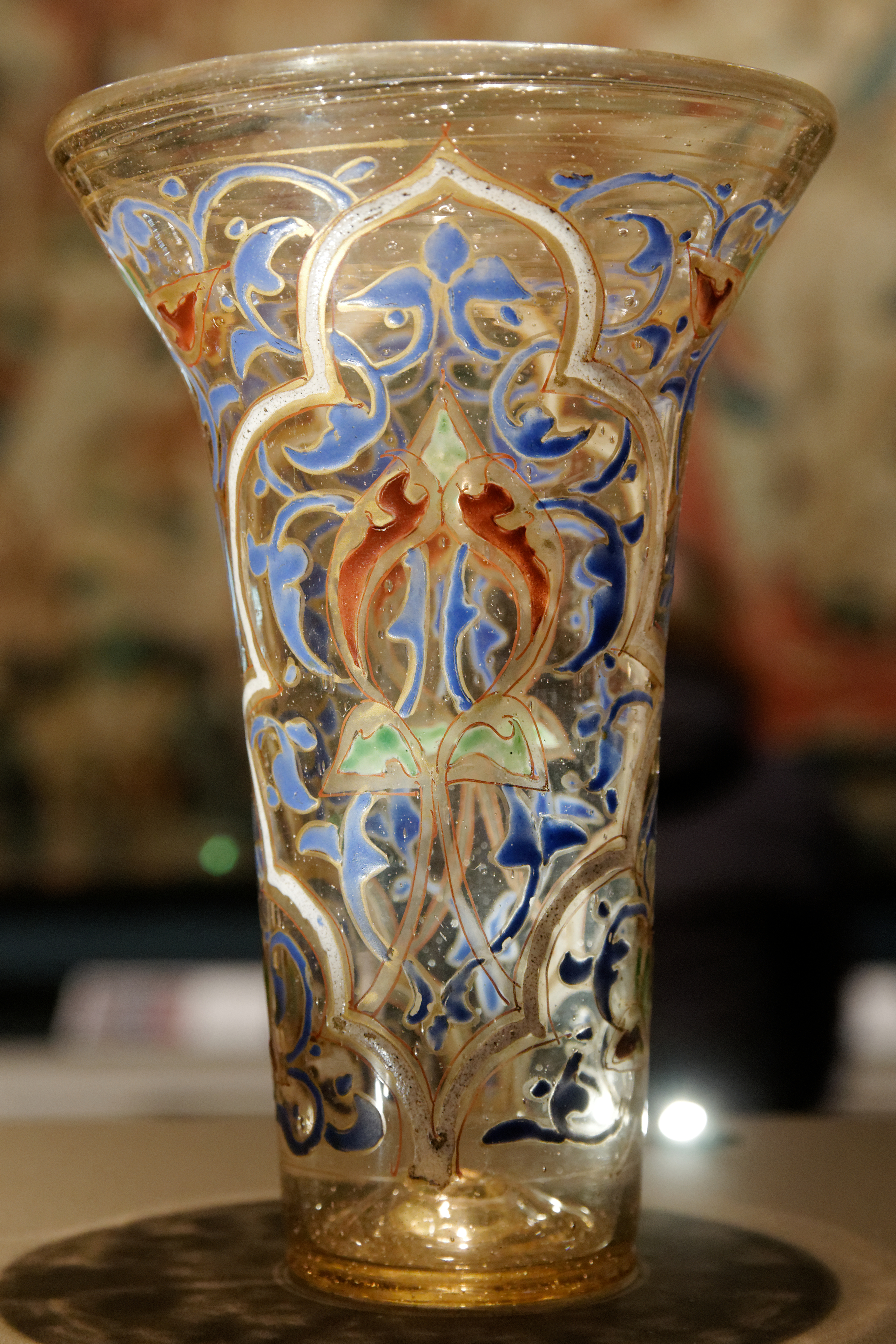
Luck of Edenhall, Palmette

Den Namen Luck of Edenhall erhielt ein im 14. Jahrhundert in der Region Syrien oder Ägypten hergestelltes Glasgefäß. Im 15. Jahrhundert gelangte es nach England. Es wurde zu einem unbekannten Zeitpunkt mit einem verzierten Lederetui ergänzt. Auf dem Deckel des Etuis befindet sich das Symbol IHS. Für die Familie Musgrave von Edenhall war das Glas ein Glücksbringer, um das sich Legenden rankten. Seit 1926 befand es sich als Leihgabe im Victoria and Albert Museum in London, 1959 wurde es von diesem erworben.

## Geschichte
Das Trinkgefäß ist ein außergewöhnlich gut erhaltenes Exemplar der islamischen Glasherstellung. Es wurde in der Region des heutigen Syrien oder Ägypten, vermutlich im 14. Jahrhundert, hergestellt. Ähnliche Objekte sowie Fragmente solcher Objekte sind nicht nur aus England, sondern auch aus Deutschland, Skandinavien, Frankreich und dem Mittelmeerraum bekannt. Bruchstücke wurden bei archäologischen Grabungen geborgen. Vollständige Exemplare stammen oftmals aus fürstlichen Sammlungen, einige wurden in Lederetuis aufbewahrt. Die Form des Glases ist zeittypisch. Diese Art der Glasbehältnisse wurde auch in Sets hergestellt, die ineinander passen.
Lange Zeit nahm man an, das Trinkglas sei auf der Rückreise von den Kreuzzügen nach England gelangt. Aber die Kreuzzüge waren zumeist vorbei, als der Becher hergestellt wurde. Emailliertes Glas aus dem Nahen Osten war hingegen ein begehrtes Luxusgut, das von venezianischen Kaufleuten nach Europa gebracht wurde.
Über den „Luck of Edenhall“ wurde vermutet, er könne als Abendmahlskelch fungiert haben. Diese Hypothese ist mindestens seit den 1790er Jahren im Umlauf. Als Beleg wurde das IHS-Symbol auf der Lederhülle angesehen. Im Spätmittelalter soll Raub zu einer Lockerung der kirchlichen Vorschriften über die zulässigen Materialien für Abendmahlskelche geführt haben. Eigentlich waren Glaskelche im Kirchenrecht ausdrücklich verboten. Grund war die Angst vor dem Zerbrechen und dem Verschütten des geweihten Weins. Trotzdem gibt es Hinweise auf Kelche aus Glas aus dem dreizehnten und vierzehnten Jahrhundert. Zumeist tauchen sie im Zusammenhang mit dem Versuch von Bischöfen auf, ihre Verwendung zu unterbinden. Gegen die Hypothese spricht, dass die Form des „Luck of Edenhall“ nicht gut für ein Abendmahl genutzt werden kann. Auch ist die Vorstellung abwegig, dass dieser schon damals sehr wertvolle Gegenstand einen silbernen Kelch aus Angst vor Diebstahl ersetzt haben könnte.
Das IHS-Symbol auf dem aus Frankreich oder England stammenden Lederetui wird als Schutzinschrift gedeutet. Der Name Christi sollte vor Schaden bewahren. Das Victoria & Albert Museum ordnete das Behältnis dem vierzehnten Jahrhundert zu. Glyn Davis hält eine Zuordnung in das fünfzehnte Jahrhundert für möglich. Die Buchstaben wurden gestaltet, als seien sie aus gefalteten Papier- oder Lederstreifen gefertigt. Dieser als „Bandbuchstaben“ bezeichnete Stil war von Mitte des fünfzehnten Jahrhunderts bis in die 1530er Jahre beliebt.
Der Becher kam zu einem unbekannten Zeitpunkt nach Cumberland. Er gelangte in den Besitz der Familie Musgrave in Eden Hall in der Nähe von Penrith. Das Gefäß lässt sich seit 1677 als Besitz nachweisen. Das detaillierte Testament von Sir Philip Musgrave listete zu diesem Zeitpunkt seinen Besitz auf, den er seinem Sohn Richard hinterließ. Er zählte den Inhalt seines Arbeitszimmers in Edenhall auf: „… unser Seelenring aus Gold, der meinem Urgroßvater gehörte, und das Glas, das das Glück von Edenhall genannt wird“. Das Gefäß wurde in den 1660er oder 1670er Jahren von Thomas Machell gezeichnet, einem Mitglied der Oxford Philosophical Society und Rektor von Kirkby Thore.
In Nordengland bezeichnete man einige besondere Gefäße mit ungewöhnlicher Herkunft, denen man Kräfte eines Talismans zuschrieb, als „Luck“. Bekannt sind der „Luck of Workington“, von dem man annimmt, er sei der reisende Abendmahlsbecher von Maria Stuart, und der „Luck of Muncaster“, einer gläsernen Trinkschale. Diese wurde in Muncaster Castle aufbewahrt. Sie wurde der Legende nach von Heinrich VI. im Jahr 1461 an den Besitzer des Schlosses verschenkt. Der „Luck of Edenhall“ erscheint in einem Gedicht in James Ralphs Gedichtsammlung Miscellaneous Poems by Several Hands aus dem Jahr 1729 sowie anderen Varianten der sogenannten Wharton-Ballade. Der „Luck“ wird als Schutzobjekt in einem vom Duke of Wharton in Eden Hall veranstalteten Trinkspiel beschrieben. Im späteren achtzehnten Jahrhundert wurde die Ballade in Joseph Ritsons Select Collection of English Songs von 1783 aufgenommen. Im achtzehnten und neunzehnten Jahrhundert war das „Luck of Edenhall“ eines der berühmtesten mittelalterlichen Objekte in England.
Die Familie Musgrave verkaufte Eden Hall in den frühen 1900er Jahren und zog nach London. Der „Luck of Edenhall“ wurde ab 1926 an das Victoria and Albert Museum ausgeliehen. Eden Hall wurde 1934 abgerissen. 1958 erwarb man den Glasbecher für die Sammlung des Victoria and Albert Museums.

## Legenden
Die Berühmtheit des Objekts beruht auf einem Mythos. Nach der bekanntesten Version der Legende störte ein Butler der Familie Musgrave eine feiernde Feengruppe am Brunnen St. Cuthbert's well. Die aufgeschreckten Feen verschwanden, ließen das Glas zurück und sprachen die prophetischen Worte:
If that glass either break or fall,
Farewell the luck of Eden Hall.
Wenn dieser Becher zerbrechen oder fallen sollte,
Lebewohl, dem Glück von Edenhall.
Historiker verschriftlichten die Legende im 18. Jahrhundert und veröffentlichten sie in einem Artikel in The Gentleman’s Magazine vom August 1791.
In seiner Ballade Das Glück von Edenhall schilderte Ludwig Uhland 1834 die schrecklichen Folgen der leichtsinnigen Zerstörung des „Lucks“ durch den jungen Lord von Edenhall während eines Banketts. Er forderte sein Glück heraus, indem er mit dem aus Kristall gefertigten Trinkglas kraftvoll anstieß. Es zersplitterte und darauf drangen Feinde in das Schloss ein. Der junge Lord starb mit dem „zerbrochenen Glück“ in der Hand. Uhlands Gedicht wurde von Henry Wadsworth Longfellow ins Englische übersetzt.
Die Legende des Eden-Hall-Bechers taucht 1864 auch in Anthony Trollopes „The Small House at Allington“ auf. Der Roman beschreibt, wie Gäste aus dem Glücksbecher trinken mussten, ungeachtet der Bruchgefahr. Der Text vom Glück von Edenhall wurde mehrfach umgeschrieben und parodiert. Er inspirierte Trinklieder, fiktive Geschichten und eine psychedelische Rockband aus Chicago, die sich „The Luck of Eden Hall“ nannte.

## Beschreibung
Das gelbliche Glas ist 15,8 cm hoch und am oberen Rand 11,1 cm breit. Es wurde mit einem Muster aus sich kreuzenden Bögen und Ranken mit Blättern, sogenannten gespaltenen Palmetten, verziert. Sie wurden in blauer, weißer, roter und grüner Emaille ausgeführt. Umrisse aus Gold trug man nach der Emaillierung auf.